# Ilisha elongata
Ilisha elongata es una especie de pez del género Ilisha, familia Pristigasteridae, orden Clupeiformes. Fue descrita científicamente por Bennett en 1830.
Es una especie inofensiva para el ser humano y posee un gran valor comercial. Utilizada en China como especie medicinal.

## Descripción
La longitud total es de 60 centímetros. Puede alcanzar un peso máximo de 140 gramos.

## Distribución y hábitat
Se distribuye por el Indo-Pacífico: océano Índico, mar de Java (Singapur), mar de China Oriental (Corea y sur de Japón, hasta Osaka en la costa del Pacífico y el mar de Japón). Habita en zonas costeras donde puede alcanzar 5 o más metros de profundidad.